# جون كوغلين
جون كوغلين (بالإنجليزية: John Coughlin)‏ هو مدرب كرة قدم ولاعب كرة قدم بريطاني، ولد في 11 أبريل 1963 في نيويورك في الولايات المتحدة. لعب مع نادي ألوا أثليتيك.